# Cộng hòa Tarnobrzeg
Cộng hòa Tarnobrzeg (tiếng Ba Lan: Republika Tarnobrzeska, IPA: [rɛpuˈblika tarnɔˈbʐɛska]) là một thực thể trong thời gian ngắn được tuyên bố thành lập vào ngày 6 tháng 11 năm 1918 tại thị trấn Ba Lan Tarnobrzeg. Những người sáng lập chính là hai nhà hoạt động xã hội chủ nghĩa gồm Tomasz Dabal và Cha Eugeniusz Okon, một linh mục Công giáo La Mã.
Ý tưởng nền cộng hòa có gốc rễ từ trong cuộc biểu tình của nông dân diễn ra gần như trên cơ sở hàng ngày vào mùa thu năm 1918. Tarnobrzeg từng là một phần của Đế quốc Áo (tỉnh Galicia) và sự giải tán của thực thể này đã tạo ra một tình trạng bất ổn chính trị ở nơi đây. Ngày 6 tháng 11, sau khi nổ ra một cuộc biểu tình với khoảng 30.000 người, giới nông dân địa phương đã quyết định tận dụng lợi thế này mà đoạt lấy quyền hành. Ngay khi tin tức về cuộc Cách mạng Nga lan đến Tarnobrzeg, người dân địa phương quyết định làm theo ý tưởng Cộng sản. Họ yêu cầu thủ tiêu chính phủ tư bản và đề ra cuộc cải cách ruộng đất, dẫn đến kết quả tước đoạt ruộng đất của địa chủ giàu có và đưa nó cho những người nông dân nghèo không có đất cày. Ngoài ra, dưới sự chỉ đạo của Okon và Dabal, tầng lớp nông dân đã bắt đầu tổ chức chính quyền địa phương cũng như lực lượng dân quân tự vệ của riêng mình.
Cộng hòa Tarnobrzeg vừa được dựng lên ít lâu đã mau chóng bị đàn áp bởi các đơn vị trực thuộc Quân đội Ba Lan vừa mới thành lập vào đầu năm 1919. Cha Okon bị nhà cầm quyền bắt giam nhưng được thả ra ngay lập tức khi người dân địa phương bầu ông vào Quốc hội Ba Lan.